# فيصل آزادي
فيصل محمد آزادي (مواليد 13 يناير 2001) لاعب كرة قدم قطري يجيد اللعب في خط الوسط مع نادي الشمال.

## مسيرة اللاعب
لعب في نادي السد ونادي الشمال.